# Smokin' Aces 2: Assassins' Ball
Smokin' Aces 2: Assassins' Ball è un film per l'home video del 2010 diretto da P. J. Pesce, prequel di Smokin' Aces.

## Trama
Un anonimo analista dell'FBI che sta per andare in pensione è l'oggetto di un "contratto di assassinio", che verrà onorato dal committente solo se egli sarà ucciso alle ore 03:00 del 19 aprile. L'FBI scopre l'esistenza e la clausola del contratto a meno di 24 ore dal termine previsto e imbastisce un segretissimo programma di protezione. La squadra incaricata, guidata dall'Agente Speciale Baker dovrà affrontare i numerosi assassini ingaggiati per portare a termine il contratto.
Walter Weed, confinato su una sedia a rotelle, è un funzionario di medio livello dell'FBI. Viene contattato dall'agente speciale Baker che lo informa del fatto che stante le informazioni del Bureau è lui l'obiettivo di un contratto milionario che Hall Leuco (uno sconosciuto sedicente difensore degli USA dietro la sigla "Vero patriota") ha messo sulla sua testa per farlo fuori. La storia è la descrizione della complicata organizzazione della difesa di Weed per riuscire a fargli superare da vivo il fatidico appuntamento delle
ore 03.00 del 19 aprile; difesa che spingerà l'apparato dell'FBI ad asserragliarsi in un bunker sotterraneo di Chicago apparentemente imprendibile. I killer desiderosi di aggiudicarsi la cospicua commissione per l'assassinio sono numerosi e giocano a "tutti contro tutti". Avviene nel locale sovrastante il bunker, un american bar con musica jazz dal vivo dove i Killer si confondono tra gli avventori e i numerosi agenti dell'FBI pronti ad entrare in azione: tra questi il Killer Mc Teague e la seducente vedova nera Ariella Martinez. Entrano in scena i "Tremor", una banda di assassini a gestione famigliare, che per irrompere nel locale sparano all'interno del bar (con un cannone da circo equestre) dei nani pagliaccio legati ed imbavagliati nonché appesantiti da cariche di dinamite. Comincia quindi una lunghissima serie di scontri a fuoco, coi rivali che si fanno strada verso il loro obiettivo.